# Technické muzeum Liberec
Technické muzeum Liberec bylo otevřeno 6. září 2014 a je umístěno v areálu bývalých Libereckých výstavních trhů na Masarykově ulici. V současnosti se jedná o muzeum soukromé, které však nabízí mnohé unikáty.

## Expozice
Technické muzeum Liberec je jedním z jedinečných kulturních počinů a rozkládá se v celkem 4 rozlehlých pavilonech na bezmála 4 tis. m² v prostoru bývalých LVT. Expozice je věnována především historii dopravní techniky, avšak je stále doplňována a obměňována. Najdete v ní překrásné a na výstavách mnohokrát oceněné luxusní automobilové veterány vč. předválečných vozů, bohatou výstavu městské hromadné dopravy zastoupenou především tramvajemi, překrásné historické motocykly i sbírku dokumentující vznik a vývoj jízdního kola s naprosto unikátními kusy. Své místo zde mají také desítky modelů aut i tramvají a výstavy několika moderních libereckých firem, zájemce o letectví potěší výstava Křídla pro Izrael.  Děti ocení možnost zapůjčení odrážedel i řízení makety tramvaje. 